# 吉濱站 (岩手縣)

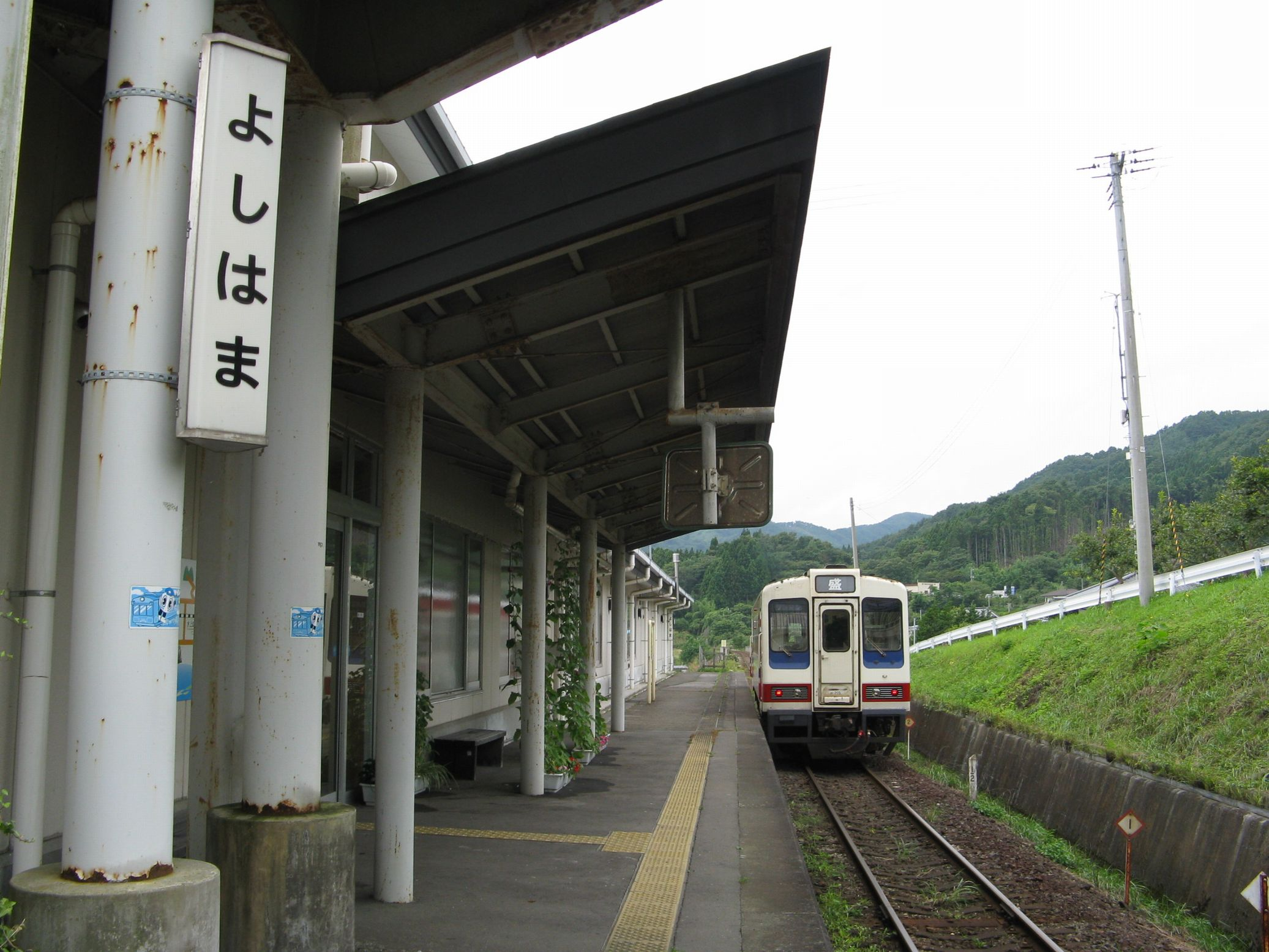
吉濱出發前往盛的列車

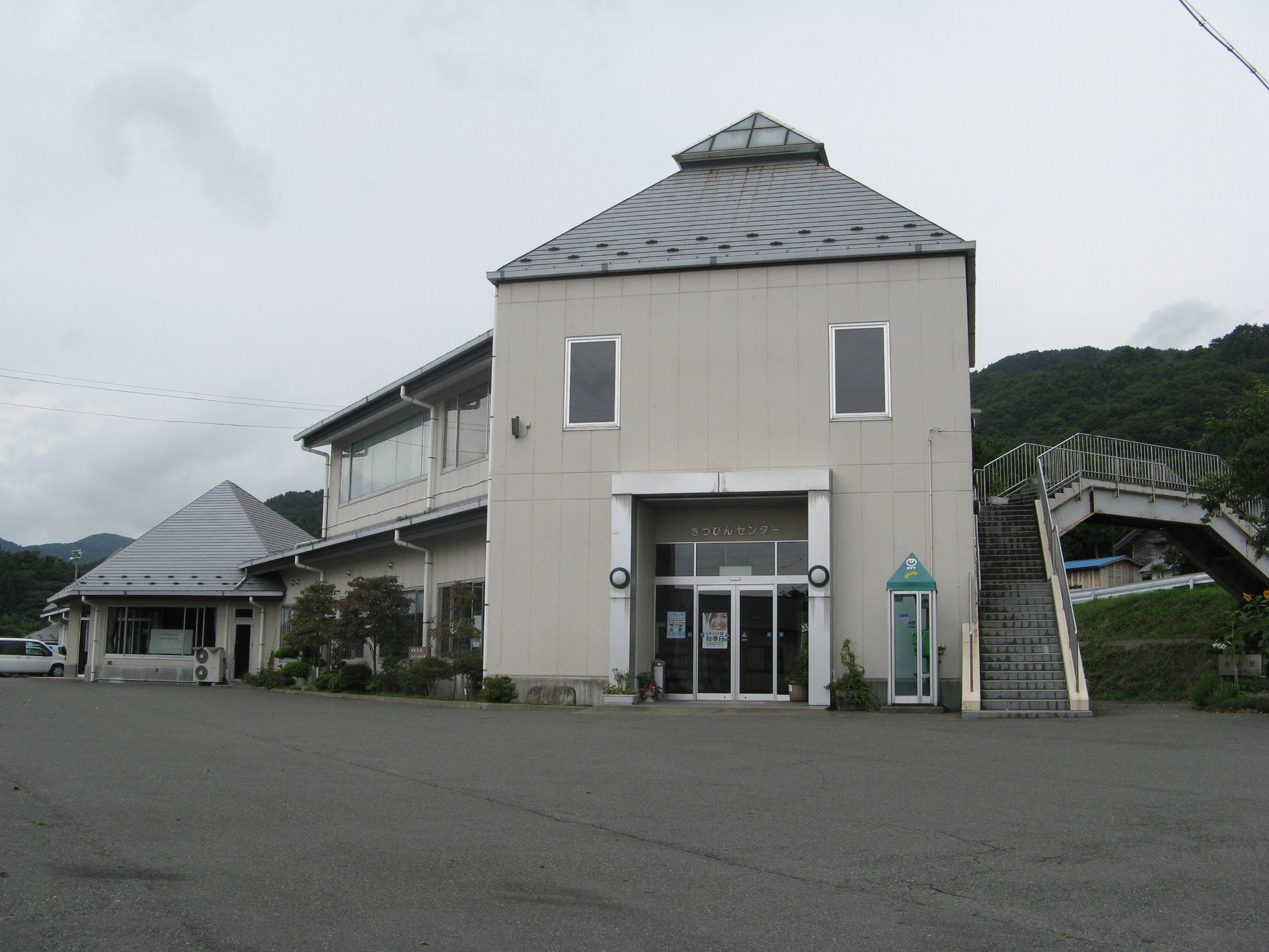
翻新前的車站大樓

吉濱站（日语：／ Yoshihama eki */?）是位於岩手縣大船渡市三陸町吉濱，三陸鐵道的谷灣線車站。
車站愛稱為「吉濱鮑魚之海」。名稱取自古老知名高級食材，當地特產鮑魚「吉濱鮑」。

## 歷史
- 1973年（昭和48年）7月1日：日本國有鐵道盛線車站啟用[1]。
- 1984年（昭和59年）4月1日：車站由三陸鐵道接管。成為南谷灣線車站[1]。同時此站至釜石站之間開通。
- 2011年（平成23年）3月11日：發生東北地方太平洋近海地震（東日本大震災），使南谷灣線全線暫停營業。
- 2011年（平成23年）6月24日：在發生東日本大震災時候，此站至唐丹站之間，於鍬台隧道內停止的36-100形柴油列車（日语：三陸鉄道36-100形気動車）進行檢查後，從隧道內駛出前往此站[2]。
- 2013年（平成25年）4月3日：南谷灣線盛至此站之間重開，此站重開[2][3]。
- 2014年（平成26年）4月5日：此站至釜石站之間重開[2][3][4]。
- 2019年（平成31年）3月23日：東日本旅客鐵道釜石至宮古之間由三陸鐵道接管，此站成為谷灣線車站[5]。

## 車站構造
此站是地面車站，設有1面1線的單式月台。車站大樓內設有「吉品中心」、大船渡市出張所和集會場。另外站內設有售票處遺蹟，現時車站為無人車站。車站大樓外牆在東日本大震災暫停服務下，由雀巢日本（奇巧巧克力）贊助「Kitto，永久的項目」，塗上了櫻花圖案。田野畑站也有相近的模樣。

## 使用狀況
| 乘車人次變化 | 乘車人次變化 |
| 年度         | 1日平均人數  |
| ------------ | ------------ |
| 2002         | 65           |
| 2003         | 52           |
| 2004         | 22           |
| 2005         | 38           |
| 2006         | 38           |
| 2007         | 40           |
| 2008         | 33           |
| 2009         | 30           |
| 2010         | 24           |
| 2011         | 暫停營業     |
| 2012         | 暫停營業     |
| 2013         | 49           |
| 2014         | 16           |
| 2015         | 15           |
| 2016         | 9            |
| 2017         | 16           |

## 車站周邊
- 大船渡市立吉濱小學
- 大船渡市立吉濱中學
- 吉濱兒童園
- 大船渡市政廳 吉濱地域振興出張所
- 岩手縣道250號吉濱上荒川線（日语：岩手県道250号吉浜上荒川線）
- 國道45號
- 吉濱郵局
- JA銀行（日语：JAバンク）大船渡吉濱
- 三陸自動車道吉濱交匯處（日语：吉浜インターチェンジ）

## 其他
- 在2013年（平成25年）3月17日東京電視網節目企劃緣份下。志村健（漂流者）在4月3日車站重開時候，擔任了臨時站長[6]。此站設置了與志村穿著站長服的相同大小紙板人，以及設置「志村箱」建議箱[7][8]。在2020年（令和2年）3月29日，志村健逝世之際，此站設置了獻花台[9]。

## 相鄰車站
三陸鐵道
■谷灣線
三陸－吉濱－唐丹

## 注腳
1. 1 2  . 交通新聞 (交通新聞社). 1993-03-23: 8 （日语）.
2. 1 2 3  . 東海新報. 2012-01-01  [2012-01-30]. （原始内容存档于2012-01-04）.
3. 1 2  . 三陸鉄道. 2013-02-15  [2013-02-16]. （原始内容存档于2013-03-02） （日语）.
4. ↑  . 岩手日報. 2014-01-02  [2014-01-11]. （原始内容存档于2014-01-03） （日语）.
5. ↑  . 毎日新聞 (毎日新聞社). 2019-03-23  [2019-03-24]. （原始内容存档于2019-03-23） （日语）.
6. ↑  . 喜劇Natalie. Natalie . 2013-04-04  [2020-03-31]. （原始内容存档于2021-01-28）.
7. ↑  . 産経フォト. 産経デジタル. 2020-03-30  [2020-09-09]. （原始内容存档于2021-01-29） （日语）.
8. ↑  . 岩手日報. 2020-03-31  [2020-09-09]. （原始内容存档于2021-01-28） （日语）.
9. ↑  . 岩手日報. 2020-04-01  [2020-09-09]. （原始内容存档于2021-01-28） （日语）.

## 外部連結
- 車站·周邊資訊【吉濱站】 （页面存档备份，存于）（日語）：三陸鐵道